# 赠曲
赠曲，是中国长江流域的一条河流，汇入金沙江左岸，属于金沙江水系。河长178千米，流域面积5400平方千米，年均流量63立方米每秒。自然落差1440米。水能理论蕴藏量41万千瓦。